# ليه باري (لاعب كرة قدم)
ليه باري (بالإنجليزية: Les Parry)‏ هو لاعب كرة قدم بريطاني في مركز قلب الدفاع، ولد في 3 نوفمبر 1953 في والاسي في المملكة المتحدة. لعب مع نادي ترانمير روفرز.